# Генрих Саксен-Рёмхильдский
Генрих Саксен-Рёмхильдский (нем. Heinrich von Sachsen-Römhild; 19 ноября 1650, Гота — 13 мая 1710, Рёмхильд) — герцог Саксен-Гота-Альтенбурга, единственный правитель Саксен-Рёмхильда.

## Биография
Генрих — четвёртый сын герцога Эрнста I Благочестивого и его супруги Елизаветы Софии Саксен-Альтенбургской, дочери герцога Иоганна Филиппа Саксен-Альтенбургского.
1 марта 1676 года в Дармштадте Генрих женился на Марии Елизавете Гессен-Дармштадтской, дочери ландграфа Гессен-Дармштадта Людвига VI. Детей в браке не было. В том же году он перенёс свою резиденцию в Рёмхильд. 24 февраля 1680 года семь сыновей Эрнста I Благочестивого поделили наследство, и Генриху достались амты Рёмхильд, Кёнигсберг в Баварии, Темар, Берунген и Мильц.
18 ноября 1680 года Генрих с молодой женой Марилиз переехал в Рёмхильд и обосновался в перестроенном дворце Глюксбург. При Генрихе в Рёмхильде также появилась дворцовая церковь, таможня, школа конной езды, скаковой круг и оранжерея. У Генриха, интересовавшегося механикой, архитектурой и математикой во дворце Глюксбург была княжеская библиотека. При Генрихе в Рёмхильде наступила эпоха экономического и культурного расцвета. С 1691 по 1693 год он был регентом герцога при герцоге Фридрихе II Саксен-Гота-Альтенбургском, совместно со своим братом Бернхардом Саксен-Мейнингенском. 
Генрих состоял на военной службе в императорской армии и в 1697 году получил звание имперского генерал-фельдцейгмейстера, а спустя год был награждён орденом Слона.
Внезапно умерший герцог Рёмхильда оставил большие долги, но не оставил наследников. Его наследство было продано с аукциона. Владения Саксен-Рёмхильда были разделены между эрнестинскими герцогами в 1735 году.